# 消费日报
《消费日报》是中国一家全国性报纸，由中国轻工业联合会主管、主办。该报纸通常采编与生产民生产品企业相关的新闻。报纸亦设立有消费日报网。

## 历史
《消费日报》原名为《中国轻工业报》，创刊后曾二度易名，先是于1988年更名为《消费时报》，后于2001年1月1日更改为如今的《消费日报》。

## 荣誉
2019年5月28日，《消费日报》副社长兼总编辑李振中获得“中国报业深度融合发展奖·十大领军人物”奖。

## 争议
2012年，贵州茅台董事长袁仁国被曝持有《消费日报》的记者证，被称为“中国最牛记者”。事发后，袁仁国等人的记者证被注销。《消费日报》的解释是袁仁国多年前曾任消费日报的特约记者。而《消费日报》也因提交虚假材料为不符合条件的人员申领记者证而被立案调查。
2015年4月，报社原总编室主任兼专题部主任顾克因贪污“行业定向宣传费”（即软文推广费用）获刑。